# Entstörzeit
Entstörzeit definiert die Zeit von der Meldung einer Störung bis zur Wiederinbetriebnahme der gestörten Einrichtung bzw. des gestörten Dienstes.
In technischen Beschreibungen wird meistens eine mittlere Entstörzeit angegeben (MTTR – Mean Time To Repair), um die Verfügbarkeit von Geräten zu spezifizieren.
Im Vertragswesen wird sinnvollerweise eine garantierte Wiederherstellungszeit verwendet. Auch wenn diese sich nicht in jedem Fall halten lässt, ist sie ein probates Mittel, um einen Großteil auftretender Probleme in dieser garantierten Zeit auch gelöst zu bekommen.